# Seattle Seahawks 1992
La stagione 1992 dei Seattle Seahawks è stata la 17ª della franchigia nella National Football League. È stata la prima di tre stagioni in cui Seattle è stata guidata capo-allenatore Tom Flores. La percentuale di vittorie del 12,5% in questa stagione rimane la peggiore della storia della franchigia.
I 140 punti segnati dai Seahawks nella stagione regolare (8,8 a partita) sono il peggior risultato di sempre in una stagione con un calendario di 16 partite. A titolo di paragone, i Detroit Lions che nel 2008 non vinsero nemmeno una partita segnarono 268 punti, quasi il doppio. Il quarterback veterano Dave Krieg aveva lasciato Seattle per i Kansas City Chiefs prima dell'inizio della stagione, lasciando i Seahawks con Kelly Stouffer, Stan Gelbaugh e Dan McGwire (fratello della stella della Major League Baseball Mark McGwire) come loro tre quarterback.
Malgrado un attacco inefficiente a livelli storici, la rivista Football Outsiders classificò la difesa di Seattle come la terza migliore della lega nel 1992, facendone una delle squadre più sbilanciate di sempre. La stella di tale difesa della squadra era il defensive tackle Cortez Kennedy che fu nominato difensore dell'anno.

## Scelte nel Draft NFL 1992
| Giro/Scelta | Giocatore             | Ruolo            | College               |
| ----------- | --------------------- | ---------------- | --------------------- |
| 1/10        | Ray Roberts           | Offensive tackle | Virginia              |
| 3/66        | Bob Spitulski         | Linebacker       | Central Florida       |
| 5/122       | Gary Dandridge        | Defensive back   | Appalachian State     |
| 6/150       | Michael Bates         | Wide receiver    | Arizona               |
| 7/178       | Mike Frier            | Defensive end    | Appalachian State     |
| 8/207       | Muhammad Shamsid-Deen | Running back     | Tennessee-Chattanooga |
| 9/234       | Larry Stayner         | Tight end        | Boise State           |
| 10/263      | Anthony Hamlet        | Defensive End    | Miami Hurricanes      |
| 11/290      | Kris Rongen           | Offensive guard  | Washington            |
| 12/319      | Chico Fraley          | Linebacker       | Washington            |
| 12/320      | John MacNeil          | Defensive End    | Michigan State        |

## Staff
Fonte:

## Calendario
| Turno | Data               | Avversario             | Risultato          | Stadio                        | Record             | Pubblico           |                    |                    |                    |
| 1     | 6/9/1992           | Cincinnati Bengals     | S 3-21             | Kingdome                      | 0-1                | 57.350             |                    |                    |                    |
| 2     | 13/9/1992          | @ Kansas City Chiefs   | S 7-26             | Arrowhead Stadium             | 0-2                | 75.125             |                    |                    |                    |
| 3     | 20/9/1992          | @ New England Patriots | V 10-6             | Foxboro Stadium               | 1-2                | 42.327             |                    |                    |                    |
| 4     | 27/9/1992          | Miami Dolphins         | S 17-19            | Kingdome                      | 1-3                | 59.374             |                    |                    |                    |
| 5     | 4/10/1992          | @ San Diego Chargers   | S 6-17             | Jack Murphy Stadium           | 1-4                | 36.783             |                    |                    |                    |
| 6     | 11/10/1992         | @ Dallas Cowboys       | S 0-27             | Texas Stadium                 | 1-5                | 62.311             |                    |                    |                    |
| 7     | 18/10/1992         | Los Angeles Raiders    | S 0-19             | Kingdome                      | 1-6                | 56.904             |                    |                    |                    |
| 8     | 25/10/1992         | @ New York Giants      | S 10-23            | Giants Stadium                | 1-7                | 67.399             |                    |                    |                    |
| 9     | Settimana di pausa | Settimana di pausa     | Settimana di pausa | Settimana di pausa            | Settimana di pausa | Settimana di pausa | Settimana di pausa | Settimana di pausa | Settimana di pausa |
| 10    | 8/11/1992          | Washington Redskins    | S 3-16             | Kingdome                      | 1-8                | 53.616             |                    |                    |                    |
| 11    | 15/11/1992         | @ Los Angeles Raiders  | L 3-20             | Los Angeles Memorial Coliseum | 1-9                | 46.862             |                    |                    |                    |
| 12    | 22/11/1992         | Kansas City Chiefs     | S 14-24            | Kingdome                      | 1-10               | 49.867             |                    |                    |                    |
| 13    | 30/11/1992         | Denver Broncos         | V 16-13 DTS        | Kingdome                      | 2-10               | 51.612             |                    |                    |                    |
| 14    | 6/12/1992          | @ Pittsburgh Steelers  | S 14-20            | Three Rivers Stadium          | 2-11               | 47.015             |                    |                    |                    |
| 15    | 13/12/1992         | Philadelphia Eagles    | S 17-20 OT         | Kingdome                      | 2-12               | 47.492             |                    |                    |                    |
| 16    | 20/12/1992         | @ Denver Broncos       | S 6-10             | Mile High Stadium             | 2-13               | 72.570             |                    |                    |                    |
| 17    | 27/12/1992         | San Diego Chargers     | S 14-31            | Kingdome                      | 2-14               | 49.324             |                    |                    |                    |

## Leader della squadra
| Leader della squadra   |                 |       |
| Categoria              | Giocatore       | N.    |
| Yard passate           | Stan Gelbaugh   | 1.307 |
| Touchdown passati      | Stan Gelbaugh   | 6     |
| Yard corse             | Chris Warren    | 1.017 |
| Touchdown su corsa     | Chris Warren    | 3     |
| Ricezioni              | John Williams   | 74    |
| Yard ricevute          | John Williams   | 556   |
| Touchdown su ricezione | Tommy Kane      | 3     |
| Sack                   | Cortez Kennedy  | 14,0  |
| Intercetti             | Eugene Robinson | 7     |

## Premi
- Cortez Kennedy

miglior difensore dell'anno della NFL